# Izabela Sadowska-Bartosz
Izabela Anna Sadowska-Bartosz – polska biochemiczka, dr hab. nauk biologicznych, profesor nauk ścisłych i przyrodniczych prowadząca badania naukowe w Instytucie Technologii Żywności i Żywienia, Kolegium Nauk Przyrodniczych Uniwersytetu Rzeszowskiego.

## Życiorys
W 2001 ukończyła studia biologiczne na Uniwersytecie Jagiellońskim, 23 września 2005 obroniła pracę doktorską Badania taksonomiczne rodzaju Fulvius Stal (Heteroptera: Miridae: Cylapinae), 28 czerwca 2016 habilitowała się na podstawie pracy zatytułowanej Zapobieganie wybranym nieenzymatycznym modyfikacjom białek przez naturalne i syntetyczne antyoksydanty. 28 września 2020 uzyskała tytuł profesora nauk ścisłych i przyrodniczych.
Została zatrudniona na stanowisku adiunkta w Katedrze Biochemii i Biologii Komórki na Wydziale Biologicznym i Rolniczym Uniwersytetu Rzeszowskiego.
Była profesorem nadzwyczajnym i kierownikiem Zakładu Biochemii Analitycznej na Wydziale Biologicznym i Rolniczym Uniwersytetu Rzeszowskiego.
Jest profesorem w Instytucie Technologii Żywności i Żywienia, Kolegium Nauk Przyrodniczych Uniwersytetu Rzeszowskiego.